# Персе-ле-Гран
Персе́-ле-Гран (фр. Percey-le-Grand) — коммуна во Франции, находится в регионе Франш-Конте. Департамент — Верхняя Сона. Входит в состав кантона Шамплит. Округ коммуны — Везуль.
Код INSEE коммуны — 70406.

## География
Коммуна расположена приблизительно в 270 км к юго-востоку от Парижа, в 65 км северо-западнее Безансона, в 60 км к западу от Везуля.
На юге коммуны протекает река Венжан.

## Население
Население коммуны на 2010 год составляло 93 человека.
| 1962 | 1968 | 1975 | 1982 | 1990 | 1999 | 2010 |
| ---- | ---- | ---- | ---- | ---- | ---- | ---- |
| 161  | 140  | 130  | 117  | 109  | 96   | 93   |

## Администрация
| Период | Период | Фамилия          | Партия | Примечания |
| ------ | ------ | ---------------- | ------ | ---------- |
| 2001   | 2004   | Филипп Меркюзо   |        |            |
| 2005   | 2008   | Брюно Тронсен    |        |            |
| 2008   | 2014   | Кристиан Жоффруа |        |            |

## Экономика
В 2010 году среди 48 человек трудоспособного возраста (15—64 лет) 29 были экономически активными, 19 — неактивными (показатель активности — 60,4 %, в 1999 году было 63,8 %). Из 29 активных жителей работали 29 человек (17 мужчин и 12 женщин), безработных не было. Среди 19 неактивных 5 человек были учениками или студентами, 10 — пенсионерами, 4 были неактивными по другим причинам.

## Фотогалерея

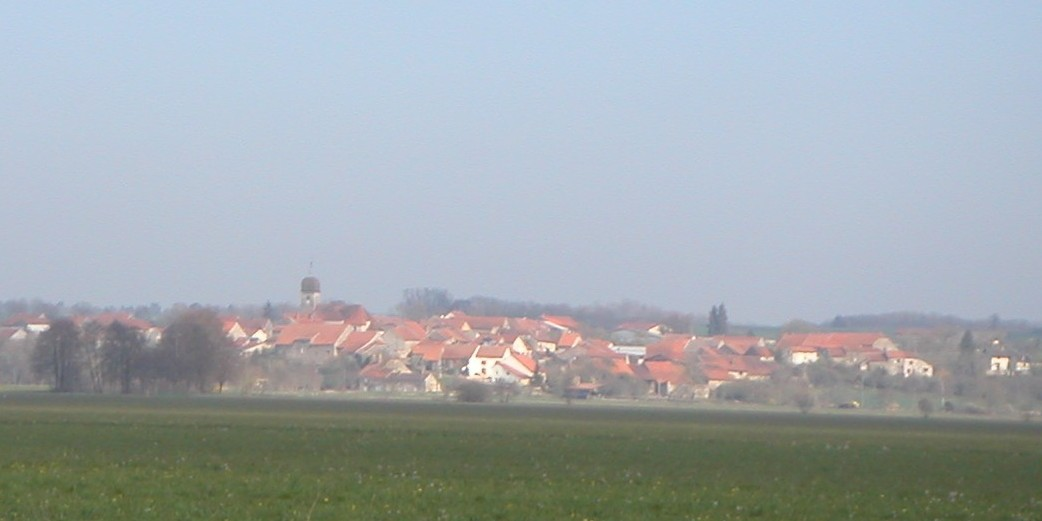
Персе-ле-Гран
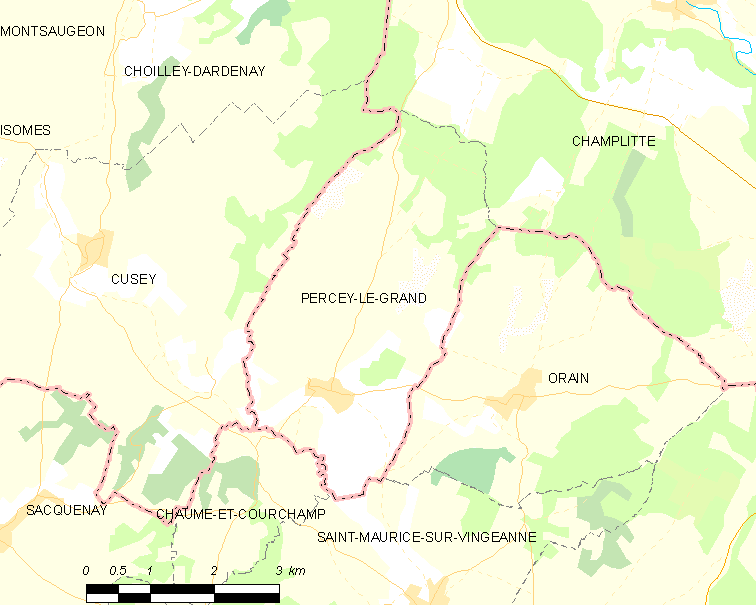
Карта коммуны